# Antonio Ginesi
Antonio Ginesi (Itàlia, 1791 - Barcelona, 1824) fou un arquitecte neoclàssic italià instal·lat a Catalunya. Viatjà per Grècia i Egipte, establint-se a Barcelona el 1814. A la ciutat comtal feu els plànols del Cementiri del Poblenou (1818), on edificà la capella i la portalada, d'influència egípcia. Autor també del Monument als morts per l'epidèmia de 1821 i el Templet a la Llibertat de pla de Palau (1823). Fou vice-cònsol del gran ducat de Toscana a Barcelona. Va estar casat amb Dolorez Rodriguez. Va morir sobtadament a Barcelona i va ser enterrat al cementiri del Poblenou que ell mateix havia dissenyat.
Va escriure l'obra Nuovo corso d'architettura civile dedotta dai magliori monumenti greci, romani, e italiani del cinquedento (Florència, 1813, reeditatda el 1997).